# Mattia Bellucci
Mattia Bellucci (Busto Arsizio, 1 de junio de 2001) es un tenista profesional italiano.

## Carrera profesional
Nacido en Busto Arsizio, creció jugando al tenis en Castellanza con su padre Fabrizio, entrenador nacional de tenis y su primer entrenador. Tras terminar el bachillerato en el Instituto Enrico Fermi de Lecce, comenzó a entrenar a tiempo completo. El tenis se convirtió en su prioridad y se encomendó al entrenador Fabio Chiappini, manteniendo la colaboración con su padre.

## Títulos ATP Challenger (4; 3+1)

### Individuales (3)
| N.° | Fecha                    | Torneo       | Superficie | Oponente en la final | Resultado     |
| --- | ------------------------ | ------------ | ---------- | -------------------- | ------------- |
| 1.  | 16 de octubre de 2022    | Saint-Tropez | Dura       | Matteo Arnaldi       | 6-3, 6-3      |
| 2.  | 23 de octubre de 2022    | Vilna        | Dura (i)   | Cem Ilkel            | 1-6, 6-3, 7-5 |
| 3.  | 10 de septiembre de 2023 | Cassis       | Dura       | Tomáš Macháč         | 6-3, 6-4      |

### Dobles (1)
| Nr. | Fecha               | Torneo   | Superficie | Pareja       | Finalistas                              | Resultado Final |
| --- | ------------------- | -------- | ---------- | ------------ | --------------------------------------- | --------------- |
| 1.  | 16 de marzo de 2024 | Hamburgo | Dura (i)   | Rémy Bertola | Karol Drzewiecki Patrik Niklas-Salminen | 6-4, 7-5        |